# Лудзя-Нор'я
Лу́дзя-Но́р'я (рос. Лудзя-Норья) — присілок в Зав'яловському районі Удмуртії, Росія.
Знаходиться на обох берегах середньої течії річки Лудзинка, правої притоки річки Іжа, на південь від присілка Підшивалово, на кордоні з Малопургинським районом.

## Населення
Населення — 56 осіб (2010; 55 в 2002).
Національний склад станом на 2002 рік:
- удмурти — 80 %

## Урбаноніми[3]
- вулиці — Зарічна, Нова, Польова, Центральна, Шкільна
- провулки — Втрачений, Татарський